# Platyura inconspicua
Platyura inconspicua är en tvåvingeart som först beskrevs av Walker 1848.  Platyura inconspicua ingår i släktet Platyura och familjen platthornsmyggor. Inga underarter finns listade i Catalogue of Life.